# Дмитриевский сельсовет (Чишминский район)
Дмитриевский сельсовет — муниципальное образование в Чишминском районе Башкортостана.
Согласно Закону о границах, статусе и административных центрах муниципальных образований в Республике Башкортостан имеет статус сельского поселения.

## Состав
д. Дмитриевка,
с. Бишкази,
с. Кахновка,
д. Красный Октябрь

## Население
| 2002 | 2009 | 2010 | 2012 | 2013 | 2014 | 2015 |
| ---- | ---- | ---- | ---- | ---- | ---- | ---- |
| 700  | ↗741 | ↘618 | ↘589 | ↗595 | ↘593 | →593 |
| 2016 | 2017 | 2018 |      |      |      |      |
| ↘587 | ↘562 | ↘540 |      |      |      |      |